# ماکسیمیلیان گروسر
ماکسیمیلیان گروسر (انگلیسی: Maximilian Großer؛ زادهٔ ۲۳ ژوئیهٔ ۲۰۰۱) بازیکن فوتبال اهل آلمان است.